# Segon Congrés Continental
S'anomena Segon Congrés Continental a la convenció de les Tretze Colònies dels anglesos als futurs Estats Units, que començà l'estiu de 1775 just després de l'esclat de la guerra entre la corona britànica i les colònies. La població estava molt conscienciada sobre el fet independentista com demostra la venda massiva de "Common sense" de Thomas Paine, i aquest aspecte es va discutir durant tot el juny on el màxim defensor era John Adams.
En aquest congrés també es van tractar altres aspectes a part de la sobirania, també ho era un dels altres grans focus de tensions, l'esclavitud. Principalment era un conflicte intern entre el Nord i el Sud, el Nord sempre a favor de la llibertat de les persones mentre que el Sud, una població dedicada a l'agricultura i amb grans terratinents, a favor de l'esclavitud. També va ser un congrés molt important perquè aquí Thomas Jefferson va redactar la Declaració d'Independència, aprovada al congrés el 4 de juliol de 1776.